# Медитационная музыка
Медитацио́нная му́зыка (англ. Meditation music) — музыка, которая предназначена для использования в различных медитационных практиках как сугубо религиозного, так и внеконфессионального характера.
Медитационной (или «медитативной») принято называть также музыку, которая располагает слушателей к сосредоточенно-углублённой интроспекции.

## История
До новейшего времени медитационная музыка всегда имела конкретное религиозное содержание, но уже начиная с первой половины XX века медитационной (или «медитативной») стали называть также и музыку некоторых композиторов, которые не относят себя прямым образом ни к одной из традиционных религиозной конфессий, хотя и могут придерживаться определённых эстетических установок, связанных с тем или иным духовным учением. Несколько минут релаксации и медитации в течение дня могут оказать положительное влияние на все наши повседневные функции и увеличить наши шансы на успех во всем. Спокойный разум может быть намного лучше, точнее и быстрее, чем занятый разум, чтобы принять правильное и своевременное решение в нужное время и в нужном месте и иметь гораздо меньше ошибок.
Так, например, вполне медитационными можно считать многие органные произведения Оливье Мессиана, а также его «Quatuor pour la fin du temps» («Квартет на конец света», 1941).
Ну а в степени ещё большей медитационность свойственна музыке композиторов «Авангарда — 2».
В частности, хорошо известно об увлечении Джона Кейджа идеями дзен-буддизма, что нашло своё отражение в творческом методе Кейджа, основанном на принципе случайности.
Истоки этого принципа следует искать в древне-китайском трактате И-Цзин — «Книге перемен», по которой можно было гадать с помощью монетки или веточки тысячелистника. Именно этот способ постижения реальности и стал предтечей алеаторики — метода сочинения музыки, при котором часть процесса создания музыкального произведения (включая и его реализацию) подчинена более или менее управляемой случайности, порождающей определённые медитационные состояния:

 «Я оперирую случайным: это помогает мне сохранить состояние медитации…» — Дж. Кейдж
Следование медитативным принципам музыкальной композиции хорошо прослеживается и в таких произведениях Кейджа, как Воображаемый ландшафт No. 3 (1942), Opening Dance (Entrance, 1942), Ad Lib (1943), Prelude for Meditation, (1944), 4’33 (1952), Imaginary Landscape No. 4 for twelve radios (Radio Music, 1956), Music for…, any combination of 1-17 instrumental parts (1984) и других.
Но окончательно алеаторика сформировалась уже в творчестве Пьера Булеза и Карлхайнца Штокхаузена, многие музыкальные произведения которого тоже являются медитационными. В частности, это можно сказать о следующих произведениях Штокхаузена: Klavierstück XI (1957), Mantra (для двух фортепиано, вуд-блоков, кроталей и двух кольцевых модуляторов, 1969—1970), «Транс» (для оркестра и магнитофонной плёнки, 1971), «Инори» («Поклонение», для мимов-солистов и оркестра, 1973—1974), «Знаки Зодиака» («Tierkreis», двенадцать мелодий для мелодического и/или гармонического инструмента, 1975), «Сириус» (для сопрано, баса, трубы, бас-кларнета и электронной музыки, 1975—1977), а также о всех произведениях из его циклов интуитивной музыки.